# Херд, Уилл
Уилл Херд (англ. Will Hurd родился 19 августа 1977) — государственный и политический деятель Соединённых Штатов Америки. Член Палаты представителей США от 23-го избирательного округа  Техаса (2015 — 2021).

## Биография
Родился 19 августа 1977 года в городе Сан-Антонио, штат Техас в семье Боба Херда и Мэри Элис Херд. В 1995 году окончил среднюю школу им. Джона Маршалла в Сан-Антонио. В 2000 году окончил Техасский университет A&M в городе Колледж-Стейшен, специализация — информатика. После окончания университета Уилл Херд поступил на службу в Центральное разведывательное управление. С 2000 по 2009 год служил в ЦРУ, был в командировках в Афганистане, Индии и Пакистане.
В апреле 2010 года участвовал в выборах в Палату представителей США, но уступил Франциско Раулю Кансеко. Вторая попытка в 2014 году оказалась удачной для Уилла Херда и он был избран членом Палаты представителей США от 23-го избирательного округа  Техаса. В январе 2017 года Уилл Херд раскритиковал планы президента США Дональда Трампа по строительству стены на границе с Мексикой.